# Lanka (coleópteros)
Lanka (Crambidae) é um gênero de mariposa pertencente à família Crambidae.